# LBJ Ranch House
La LBJ Ranch House, ou Texas White House, est une maison américaine située dans le comté de Gillespie, au Texas. Cette ancienne résidence de Lyndon B. Johnson et de son épouse Lady Bird Johnson est le lieu où ce président des États-Unis est mort le 22 janvier 1973. Principal bâtiment du LBJ Ranch, elle est aujourd'hui protégée au sein du Lyndon B. Johnson National Historical Park.